# Rubén de la Red
Rubén de la Red Gutiérrez (* 5. června 1985, Móstoles) je bývalý španělský fotbalový obránce a reprezentant, vítěz EURA 2008 v Rakousku a Španělsku.
Kariéru ukončil v roce 2010 kvůli problémům se srdcem.

## Klubová kariéra
Během své kariéry hrál v Realu Madrid. Pouze v sezóně 2007/08 hrál v Getafe CF.

## Reprezentační kariéra
Rubén de la Red byl členem španělských mládežnických reprezentací U19 a U21.
V A-mužstvu Španělska přezdívaném La Furia Roja debutoval 31. 5. 2008 v přípravném zápase před EUREM 2008 proti týmu Peru (výhra 2:1). Na EURU 2008 nastoupil 18. června proti Řecku (výhra 2:1) a vstřelil jeden gól. Španělé nakonec šampionát vyhráli a Rubén se tak mohl těšit ze zisku zlaté medaile.

## Úspěchy

### Reprezentační
Španělsko 
- 1× vítěz Mistrovství Evropy: (2008)